# Hemslöjd (tidskrift)
Hemslöjd är en svensk tidskrift om slöjd, hantverk och konsthantverk. Den kommer ut med sex nummer om året och ges ut av Svenska Hemslöjdsföreningarnas riksförbund. Tidningen grundades 1933 av Gerda Boëthius och hette tidigare Hemslöjden, men bytte namn till Hemslöjd 2011. 
Nuvarande chefredaktör är Malin Vessby.
Hemslöjd utnämndes 2014 till Årets kulturtidskrift och vann också Svenska Publishing-Priset för bästa facktidning 2012, 2013 och 2014.

### Fotnoter
1. ↑  ”Årets kulturtidskrift utsedd”. svt.se. http://www.svt.se/kultur/bok/arets-kulturtidskrift-1. Läst 18 februari 2015.
2. ↑  ”Hemslöjd vinner Svenska Publishing-Priset 2014”. Populär kommunikation. https://www.youtube.com/watch?v=1AagC_QrUTk. Läst 18 februari 2015.